# Moritz Meurer (Maler)

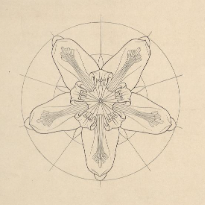
Titelvignette von Meurers Lehrbuch Pflanzenformen. Vorbildliche Beispiele zur Einführung in das ornamentale Studium der Pflanze (1895)

Gottlob Moritz Meurer (* 9. April 1839 in Waldenburg, Königreich Sachsen; † 3. November 1916 in Weißer Hirsch bei Dresden) war ein deutscher Maler und Grafiker sowie Kunstpädagoge. Auf der Grundlage einer Analyse von Morphologie und Konstruktionsprinzipien natürlicher Pflanzen entwickelte er Pflanzenornamente und machte dieses Prinzip zum zentralen Bestandteil seiner Kunstpädagogik. Durch seine Unterrichtsmethode und mit seinen Schriften hatte er großen Einfluss auf das kunstgewerbliche Schulwesen und die Reformbewegung seiner Zeit.

## Leben
Meurer, viertes Kind des Archidiakons Moritz Meurer und dessen Frau Friederike Charlotte Meurer, geborene Petzold (1808–1848), wuchs in einem künstlerisch interessierten, lutherischen Pfarrhaus in Callenberg auf. Nach väterlichem Elementarunterricht und dem Besuch des humanistischen Gymnasiums in Zwickau wurde er im September 1856 Student der Kunstakademie Dresden, wo ihn Julius Schnorr von Carolsfeld in der Historienmalerei und Ludwig Richter, der mit seiner Klasse in den Sommermonaten stets ausgedehnte Wanderungen in die Umgebung Dresdens unternahm, in der Landschaftsmalerei unterwiesen. Zu weiteren Studien weilte er in München. Dort hatte er sich am 12. Mai 1861 für das Fach Malerei an der Königlichen Akademie der Bildenden Künste eingeschrieben.
In Berlin, wo er ab 1867 lebte, etablierte er sich als Dekorationsmaler. Er erhielt bedeutende Aufträge zur Ausmalung staatlicher und privater Bauten. Zusammen mit Ernst Johann Schaller führte er figürliche und ornamentale Malereien für das Preußische Arbeits- und Kulturministerium, das Kriminalgericht Moabit, das Kadettenhaus Lichterfelde und das Verwaltungsgebäude der Berlin-Hamburger Eisenbahn aus. Auch für die Villa des Bankiers Adolf Liebermann (1829–1893) in der Tiergartenstraße 16 wurde er tätig.
Angeregt durch Erzählungen seines Onkels Heinrich Eduard Schmieder, der Gesandtschaftsprediger der evangelischen Gemeinde in Rom gewesen war, zog es ihn mehrfach nach Italien, wo er insbesondere die Landschaften der Toskana und der Umgebung Roms bereiste sowie Kunststätten in Ferrara, Venedig und Rom, auf Capri, in Neapel, Palermo, Perugia, Florenz und Siena besuchte. 1872/1873, 1877/1878 und von 1883 bis 1886 sowie nach der Jahrhundertwende lebte er in Rom. Wie sein Bruder, der sächsische Fabrikant Cölestin Meurer (1844–1921), war er Mitglied des Deutschen Künstlervereins Rom. Dem Künstlerverein diente er von 1891 bis 1894 als Vorsitzender. Außerdem war er Mitglied des Deutschen Archäologischen Instituts Rom sowie der Kunstakademien von Venedig, Bologna und Urbino. 1884 bewohnte er in der Via Margutta am Fuße des Pincio eine Wohnung, in der sich römische und deutschrömische Künstler und Wissenschaftler zu einem wöchentlichen Salon trafen.
Als Lehrer an der Unterrichtsanstalt des Kunstgewerbemuseums Berlin, wo er ab 1867 vorübergehend und ab 1871 dauerhaft beschäftigt war, unterrichtete er neben dem Ornament- und Figurenzeichnen auch „Gewerbliches Zeichnen für Damen“. 1878/1879 übernahm er die Leitung einer Werkstatt für dekorative Malerei. 1883 ließ sich Meuer im Alter von 44 Jahren pensionieren, um dauerhaft in Rom zu leben. Ab 1891 rückte er – angeregt vom eigenen Pflanzenstudium in Rom und von Johann Wolfgang von Goethes Versuch die Metamorphose der Pflanzen zu erklären – das Pflanzenstudium in den Mittelpunkt. Hiervon ausgehend sollten florale Ornamente entwickelt werden. Anhand von Modellen, Herbarien, Lehrtafeln und Fotografien sollten die Gesetze natürlicher Formbildung durchdrungen und die Gestaltungslehre erneuert werden. Eine entsprechende Unterrichtsmethode, die Meurer in Form von Kursen für ornamentales Pflanzenstudium für Lehrer und Kunstgewerbler in Rom entwickelte, nahm in der Folge großen Einfluss auf den Unterricht der Kunstgewerbeschulen und des Jugendstils in Deutschland und war eine Wegbereiterin des Biomorphismus in der bildenden Kunst. Etwa ließ Peter Behrens, Direktor der Kunstgewerbeschule Düsseldorf, sein Lehrpersonal nach Meurers Methode fortbilden. 1891 kehrte er unter Beibehaltung seines römischen Wohnsitzes an die Berliner Unterrichtsanstalt zurück, um einen Versuchsunterricht im Pflanzenzeichnen zu etablieren. 1892 wurde Meuers Pflanzenzeichnen fest in den Lehrplan eingefügt. Als seinen Assistenten und späteren Nachfolger gewann er den Bildhauer und Fotografen Karl Blossfeldt, welcher ihn seit 1890 in Rom bei der Einrichtung einer Fachklasse für Pflanzenstudien und die Stilisierung von Naturformen unterstützt hatte. Zwischen 1892 und 1895 reiste Meurer mit Gruppen von Studenten, darunter Karl Blossfeldt, von Rom aus durch ganz Italien, nach Griechenland und Nordafrika, um eine „Lehrmittelsammlung zum Studium der Naturformen“ anzulegen. Während dieser Reisen begann Blossfeldt auf Anraten Meurers, Fotos von Pflanzenobjekten als Anschauungsmaterial machen. 1899 würdigte der Kunsthistoriker Cornelius Gurlitt Meurer als den „erste[n], der eine tiefgreifende Umgestaltung des Ornamentes durch sorgfältiges Eingehen in den Bau der Pflanze erstrebte.“
Zum künstlerischen Schaffen Meuers zählen neben Pflanzenzeichnungen auch Landschaftsbilder, Studien zur farbigen Ausgestaltung von Räumen und Porträtstudien, insbesondere der italienischen Bevölkerung. Der grafische und malerische Nachlass Meurers, rund 6800 Verzeichnungseinheiten, darunter ungefähr 600 Zeichnungen, 800 Fotografien, 70 Arbeitsmappen und mehreren Ölstudien, ging 1942 nach testamentarischer Verfügung durch Meurers Witwe, der Italienerin Giselda Mona Meurer (1872–1949), in die Sammlung des Naturalienkabinetts Waldenburg. Pflanzenmodelle, die als Anschauungsmateriale für Meuers Unterricht von Karl Blossfeldt bzw. Louis Heitsch geschaffen worden waren, befinden sich in der Sammlung des Archivs der Universität der Künste Berlin.
Für sein Werk erhielt Meurer zahlreiche Auszeichnungen. So wurde er mit der Großen Silbernen Medaille der Kunstgewerbe-Ausstellung in München ausgezeichnet und mit dem Ehrenpreis der Gewerbe-Ausstellung Berlin 1896. Preußen verlieh ihm den Kronenorden III. Klasse. Bildnisse Meurers schufen Ismael Gentz und Otto Greiner.

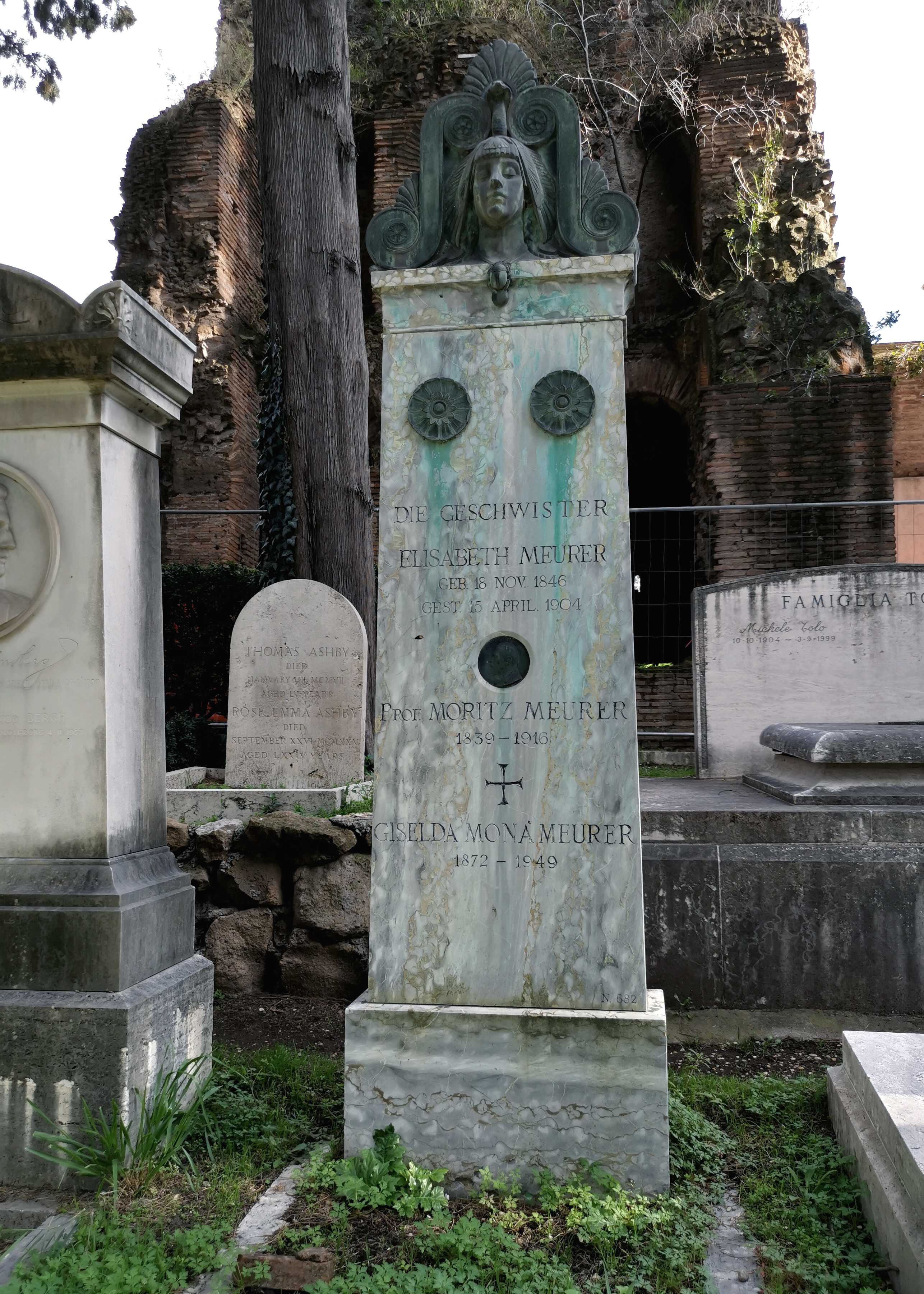
Meuers Grab auf dem Nichtkatholischen (Protestantischen) Friedhof Rom

Mit seiner italienischen Frau lebte Meurer in Rom. Nach dem Eintritt Italiens in den Ersten Weltkrieg 1915 musste das Paar Italien verlassen. Es siedelte in Meurers Studienstadt Dresden über. In der Villenkolonie Weißer Hirsch verstarb Meurer im Alter von 77 Jahren. Seinem Wunsch gemäß wurde er auf dem
Protestantischen Friedhof in Rom beigesetzt.

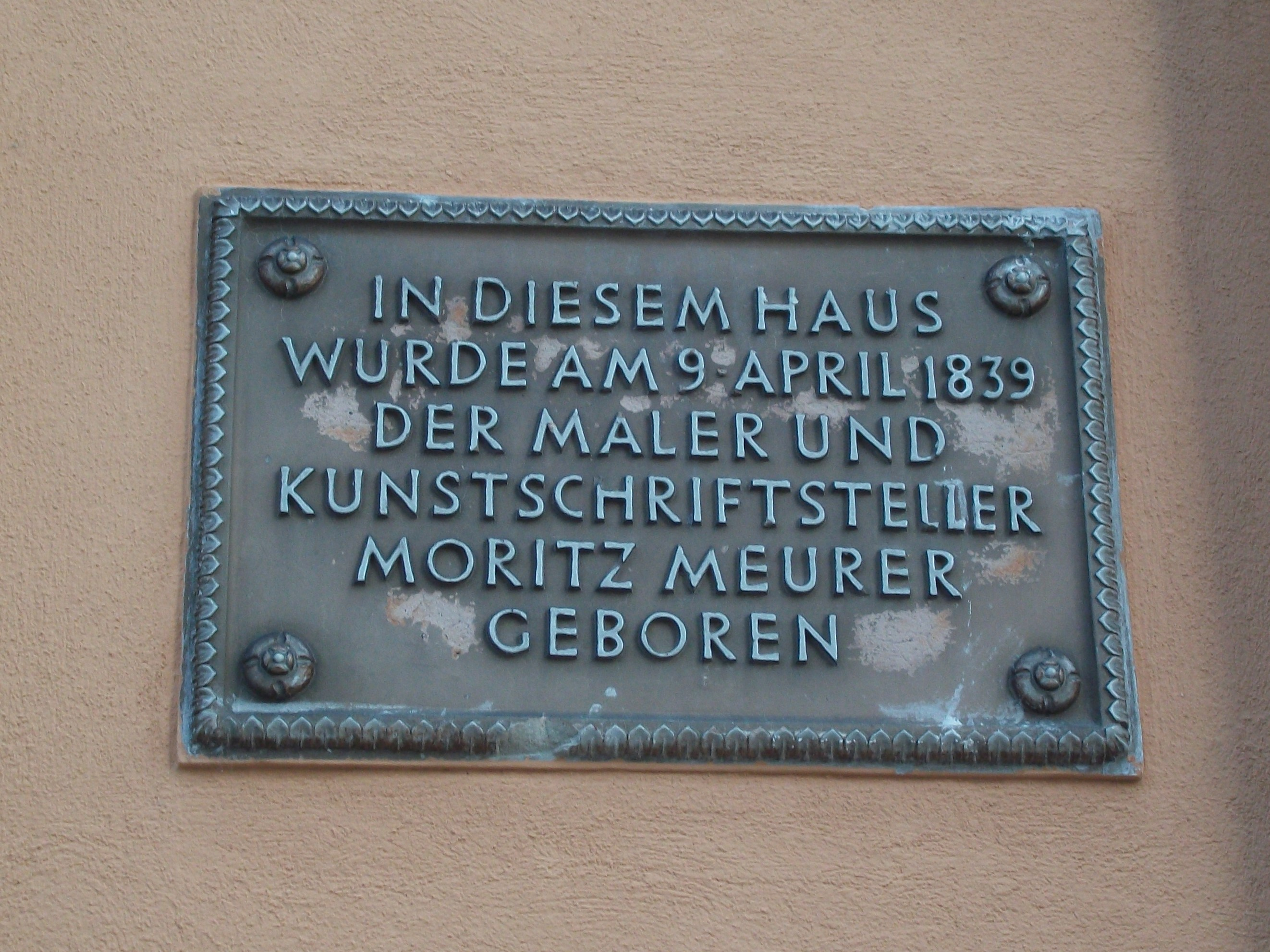
Gedenktafel für Moritz Meurer am ehemaligen Pfarrhaus St. Bartholomäus in Waldenburg, 1939

1939, zum 100-jährigen Geburtstag Meurers, erinnerte eine Nachlassausstellung im Graphischen Kabinett in Leipzig und der Akademie der Künste in Dresden an den Künstler und sein Werk. Auf Initiative der Berliner Akademie der Künste brachte man im gleichen Jahr eine Gedenktafel an Meurers Geburtshaus an, dem damaligen Pfarrhaus der Kirche St. Bartholomäus in Waldenburg.

## Schriften (Auswahl)
- Italienische Flachornamente aus der Zeit der Renaissance. Intarsien, Flachreliefs, eingelegte Marmorarbeiten etc. zum Gebrauch für Architekten und Handwerker als Vorlagen für Kunstgewerbliche und Zeichenschulen. 1878.
- Das Studium der Naturformen an kunstgewerblichen Schulen. Vorschläge zur Einführung eines vergleichenden Unterrichts. 1889.
- Italienische Majolika-Fliesen aus dem Ende des 15. und Anfang des 16. Jahrhunderts. Nach Originalaufnahmen herausgegeben. 1886.
- Die Ziele und Bedingungen des Naturformenstudiums an technischen Kunstschulen und meine Bestrebungen auf diesem Gebiete. Ein Vortrag. 1894.
- Pflanzenformen. Vorbildliche Beispiele zur Einführung in das ornamentale Studium der Pflanze. 1895 (Digitalisat).
- Die Ursprungsformen des griechischen Akanthusornamentes und ihre natürlichen Vorbilder. 1896.
- Meurer’s Pflanzenbilder. Ornamental verwerthbare Naturstudien für Architekten, Kunsthandwerker, Musterzeichner pp. 1899.
- Vergleichende Formenlehre des Ornamentes und der Pflanze. Mit besonderer Berücksichtigung der Entwickelungsgeschichte der architektonischen Kunstformen. 1909.
- Die Mammae der Artemis Ephesia. In: Mitteilungen des Kaiserlich Deutschen Archaeologischen Instituts, Roemische Abteilung. Band XXIX, 1914, S. 200–219 (Digitalisat).